# Johannes Pääsuke
Johannes Pääsuke (Tartu, 30 marzo 1892 – Orša, 8 gennaio 1918) è stato un fotografo, regista e direttore della fotografia estone.

## Biografia
Scarse notizie si hanno sull'infanzia di Johannes Pääsuke, il quarto di sei figli di una coppia benestante di Tartu, nella Livonia, allora facente parte dell'Impero russo. I fratelli di Johannes ricevettero un'educazione superiore, ma tutto ciò che si sa sull'educazione di Johannes è che egli studiò fotografia. Stando alle sue proprie affermazioni, egli iniziò a fotografare all'età di quindici anni, nel 1907, e dopo aver realizzato diverse fotografie in Estonia, prese contatti con il Museo nazionale estone (ERM), nel 1912.
Nel 1913 Pääsuke iniziò un progetto per conto dell'ERM atto a documentare il territorio estone, così come le attività e l'architettura del paese, portato avanti tramite la fotografia e la raccolta di artefatti.

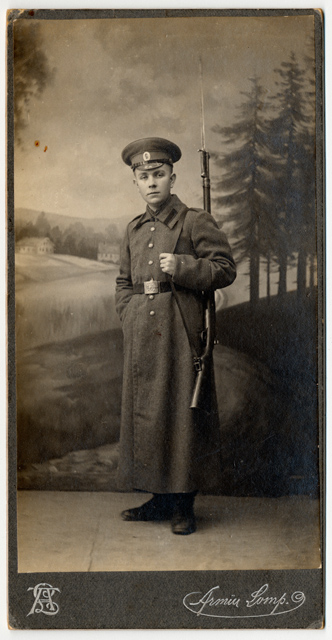
Johannes Pääsuke (1915)

Parte principale del progetto consisteva in un viaggio sulla costa estone, che Pääsuke compì col suo assistente H. Volter, dal 10 al 29 Luglio 1913. I due compirono la maggior parte del viaggio a piedi, portandosi, oltre ai normali bagagli, macchine fotografiche a treppiede, lastre ed altro materiale. Ci rimangono 317 fotografie a testimoniare del viaggio, la maggior parte delle quali realizzate a Saaremaa e a Muhu. Il lavoro di Pääsuke, molto apprezzato dall'ERM, fu alla base di una mostra fotografica inaugurata il 2 Agosto 1913.
Si ritiene che Pääsuke abbia realizzato, a compimento del suo lavoro di ispirazione etnografica di portata nazionale, più di 1300 fotografie, conservate su lastre fotografiche di vetro. Oltre a quella già citata, altre due serie di fotografie furono scattate fra il 1908 e il 1913 nella parte meridionale della nazione, e nel 1914 a Tartu.
Pääsuke è stato inoltre il primo estone ad aver realizzato un film. Nel corso della sua carriera ne ha prodotti 40, di cui 10 sono pervenuti fino al giorno d'oggi: cinque notiziari, quattro documentari e un lavoro di fiction, la satira politica Karujaht Pärnumaal (lett.: "Caccia all'orso nel Pärnumaa") (1914)
Nel 1915 Pääsuke è stato arruolato come fante nel battaglione di complemento del Reggimento Lituano delle Guardie appiedate; dopo la mobilitazione dell'8 settembre si ritrovò a San Pietroburgo il 14 novembre. Riconosciuto in qualità di fotografo, ricevette una macchina fotografica per la fine del mese e continuò la propria attività fotografica sia nella Russia propriamente detta che in Estonia.
Pääsuke morì in un incidente ferroviario a Orša, Bielorussia, nel 1918.

## Fotografia
La notevole attività di etnofotografo di Pääsuke ha avuto come centro il Museo nazionale estone in Tartu, che nel 2003 ne ha identificato 1305 fotografie e 723 lastre negative, pur non escludendo che altre opere non identificate gli appartengano. Le fotografie ritraggono in prevalenza edifici, persone ed attività, e sono state realizzate con una macchina fotografica 13X18 cm.

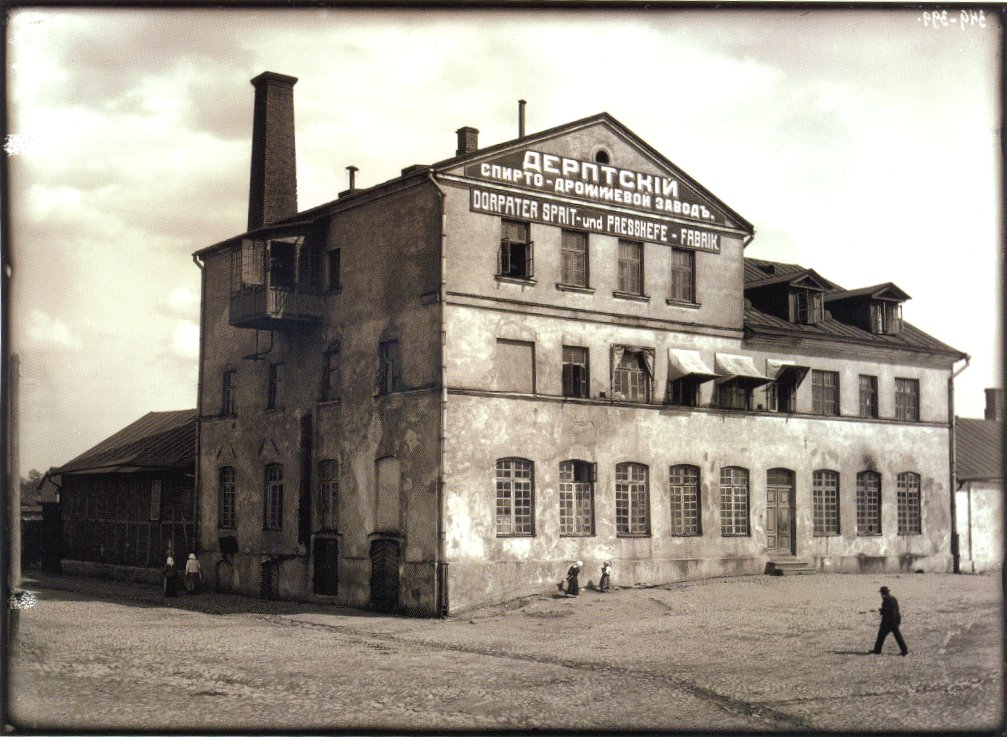
Una fabbrica a Tartu. 1914
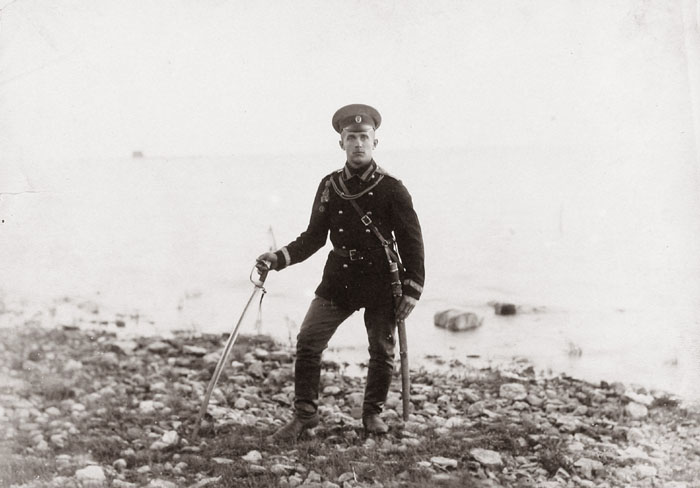
Militare estone. 1913
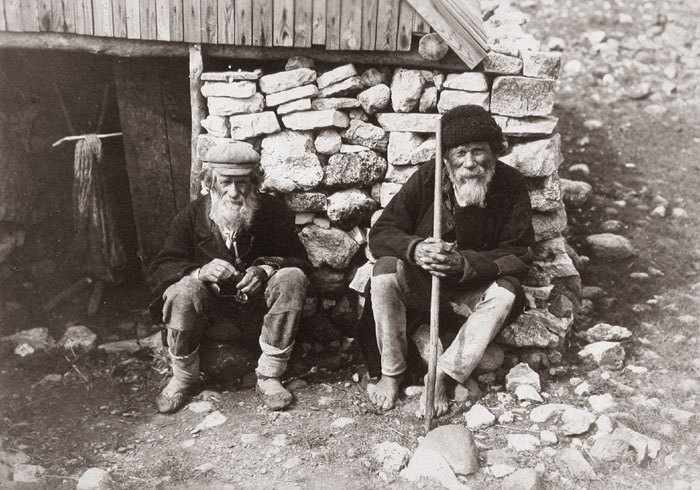
Nel villaggio di Koguva. 1913
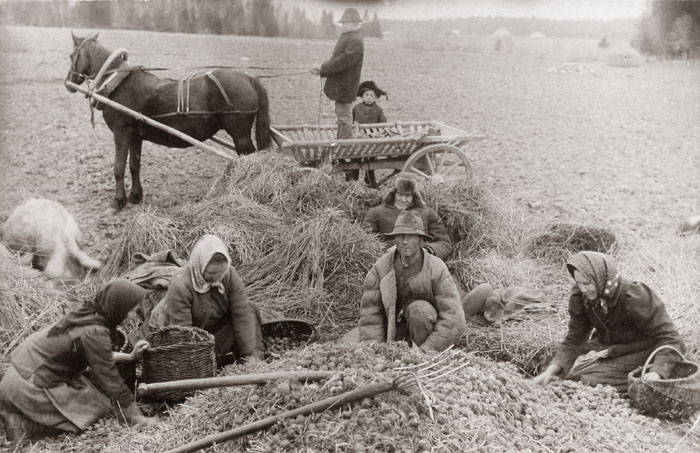
Raccolta delle patate presso Tartu. 1913
Gustav (65 anni) e Anton (68 anni) nel villaggio di Pühajõe. Giugno 1913
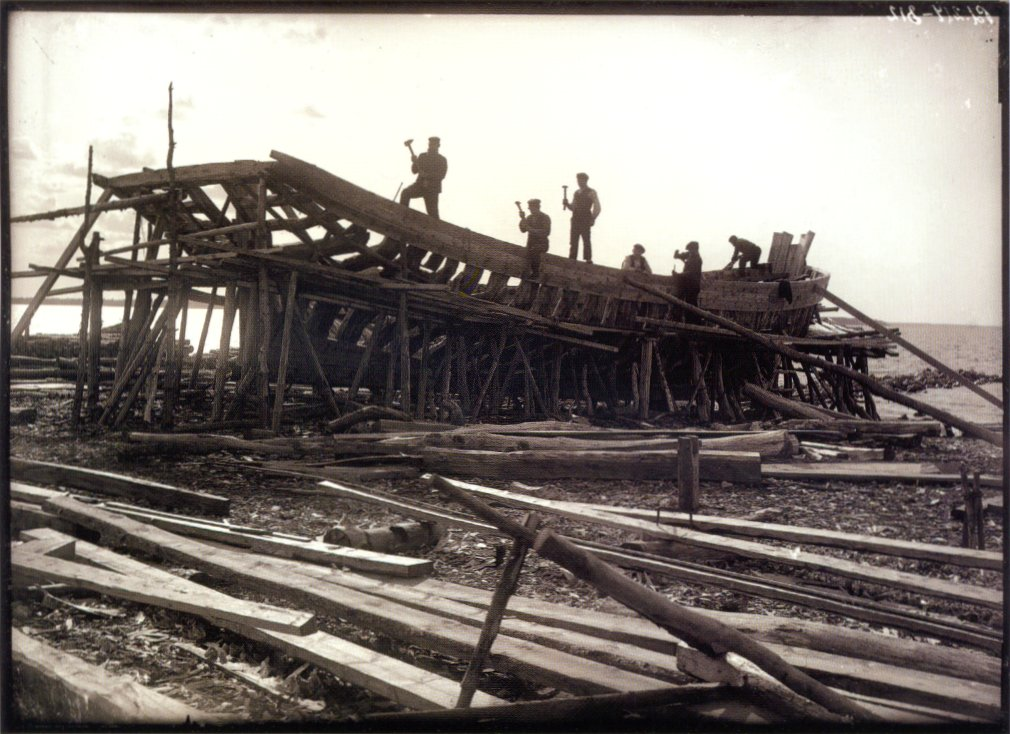
Costruzione di un'imbarcazione. Luglio 1913
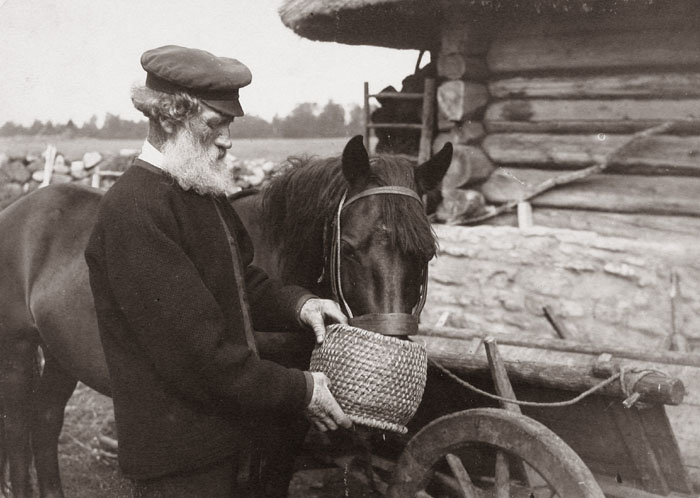
Un abitante dell'isola di Muhu nutre il cavallo. 1913
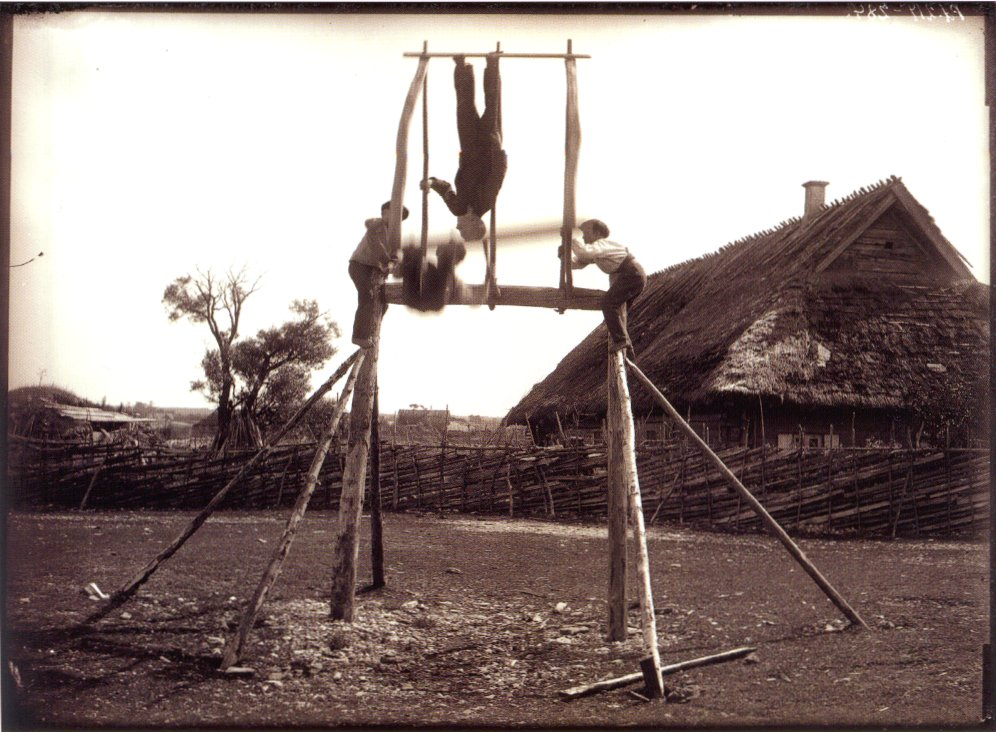
Ragazzi a Ohessaare. Luglio 1913

## Filmografia
- Utotškini lendamised Tartu kohal ("I voli di Utotškin su Tartu"), (1912)
- Utotškini lend ("Il volo di Utotškin"), (1912)
- Tartu linn ja ümbrus ("La città di Tartu e vicinanze"), (1912)
- Ajaloolised mälestusmärgid Eestimaa minevikust ("Memorie storiche del passato estone"), (1913)
- Retk läbi Setumaa ("Viaggio in Setumaa"), (1913)
- "Vaatepilte Võrumaalt" (1913)
- "Suur lumetuisk Baltimail Jõulukuul" (1913)
- "Valgelillepäev Tartus" (1913)
- "Estonia rahvateater ja kontserdimaja Tallinnas" (1913)
- "Tartu Vabatahtlike Tuletõrjujate Seltsi 50. a juubeli pidu" (1914)
- Karujaht Pärnumaal ("Caccia all'orso nel Pärnumaa") (1914)[6]